# Atta columbica
Atta columbica är en myrart som beskrevs av Guérin-Méneville 1844. Atta columbica ingår i släktet Atta och familjen myror. Inga underarter finns listade.

## Bildgalleri

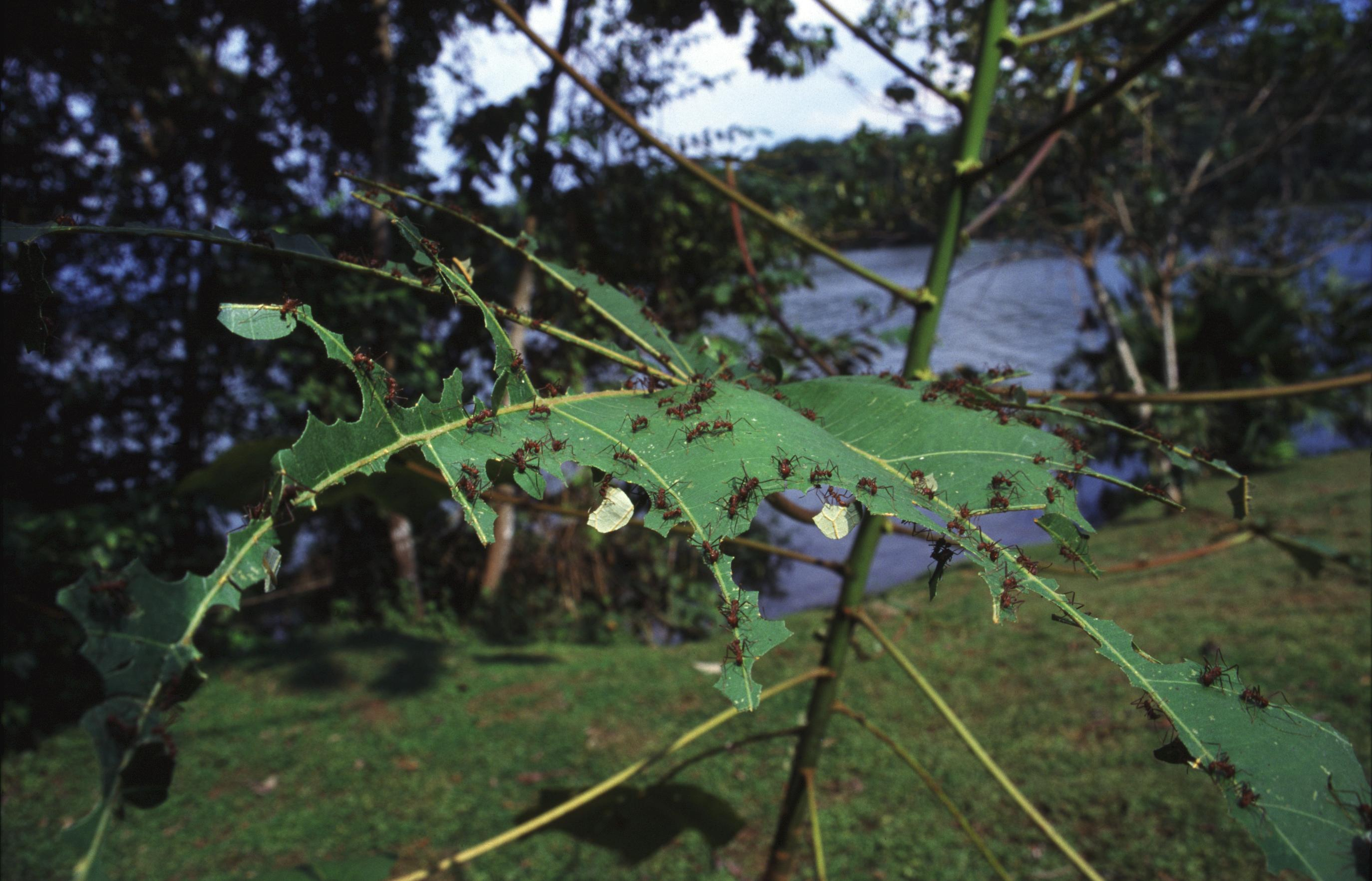